# Mitta Mitta
La Mitta Mitta est une rivière du Victoria (Australie) et un des principaux affluents du Murray, le plus important fleuve d'Australie. La rivière fournit 40 % de l'eau du fleuve.

## Géographie
D'une longueur de 204 km, la rivière prend sa source près du Mont Bogong, dans les Alpes victoriennes. C'est d'abord un torrent qui coule vers le nord sur une centaine de kilomètres avant de ralentir sa course et rejoindre le Murray à l'est d'Albury.
À l'heure actuelle, le débit de la rivière est fortement modifié par la présence de deux grands barrages : le Dartmouth Dam  et le Hume Dam. En amont du Dartmouth Dam, la rivière court au milieu de forêts presque encore à l'état primitif. En aval, elle serpente au milieu d'exploitations agricoles dont certaines utilisent l'eau de la rivière pour irriguer leurs champs mais la plupart de l'eau sera utilisée pour l'irrigation bien en aval.
La confluence avec le Murray se fait dans le lac Hume.
La vallée de la Mitta Mitta était pratiquement inondée toutes les années mais depuis la construction du Dartmouth Dam, la fréquence et la gravité des crues ont fortement diminué.
Pour les pêcheurs, la Mitta Mitta est connue pour ses truites surtout la truite fario et accessoirement la truite arc-en-ciel.
La vallée de la Mitta Mitta est occupée par quatre villages : Mitta Mitta, Eskdale, Dartmouth et Tallangatta.